# Culiseta fraseri
Culiseta fraseri är en tvåvingeart som först beskrevs av Edwards 1914.  Culiseta fraseri ingår i släktet Culiseta och familjen stickmyggor. Inga underarter finns listade i Catalogue of Life.